# Plesianthidium calescens
Plesianthidium calescens là một loài Hymenoptera trong họ Megachilidae. Loài này được Cockerell mô tả khoa học năm 1921.